# Девід Слоан Вілсон
Девід Слоан Вілсон (англ. David Sloan Wilson; 1949) — американський біолог-еволюціоніст, найбільш відомий за впровадження концепції групового добору (так званий багаторівневий добір) в еволюції.
Син відомого американського письменника Слоана Вілсона.

## Відомі праці вченого
- Девід Слоан Вілсон (1975): A Theory of Group Selection. Proceedings of the National Academy of Sciences of the United States of America, Vol. 72, No. 1 (Jan. 1975), pp. 143–146.
- Девід Слоан Вілсон (1983): The Group Selection Controversy: History and Current Status. Annual Review of Ecology and Systematics, Vol. 14, pp. 159–187
- Девід Слоан Вілсон і Елліот Собер (1994): Re-introducing Group Selection to the Human Behavioral Sciences [Архівовано 31 липня 2009 у Wayback Machine.]
- Девід Слоан Вілсон і Їн Йошимура (1994): On the Coexistence of Specialists and Generalists. American Naturalist, Vol. 144, No. 4, pp. 692–707
- Девід Слоан Вілсон (1997): Altruism and Organism: Disentangling the Themes of Multilevel Selection Theory. American Naturalist, Vol. 150, Supplement: Multilevel Selection, pp. S122-S134
- Елліот Собер і Девід Слоан Вілсон (1999): «Unto Others — The Evolution and Psychology of Unselfish Behavior»; ISBN 0-6749-30479
- Девід Слоан Вілсон (2002): «Darwin's Cathedral — Evolution, Religion, and the Nature of Society»; ISBN 0-2269-01351